# Постышевка
По́стышевка (до 1972 года — Малая Сица) — река, протекающая в городе Партизанске и его окрестностям. Исток реки находится на северном склоне горы Скалистой, впадает в реку Партизанскую. Длина реки — 34 км. Площадь водосборного бассейна — 206 км².

## Названия
В 1866 году по Постышевке пролегал маршрут А. Ф. Будищева. Во время экспедиции он обнаружил на берегах реки китайские селения: две фанзы и деревню Хомяхоуза, которая находилась по обоим берегам реки вблизи её устья. Постышевка у Будищева указана под названием Хомяго: «Хомяго речка глубокая и быстрая, тоже как и р. Сучан; обе текут по сплошной крупной гальке с мелким песчаным дном…». Хомяго — искажённое китайское название: конечный «гоу» означает падь, полный перевод неизвестен. Речки под названием Хомяго встречались Будищеву и в других районах Приморья. Название Хомяхоуза созвучно приведённым Будищевым вариантам названия реки Екатериновки в Партизанском районе: Хамихы-эдза, Хомяхы-эдза, Хомя-Хы-Эдза, Хонмихы-эдза — китайское искажённое название Хуаннихэцзы — то есть «глинистая река».
Малая Сица — русское адаптированное название от китайского Сича: «си» — запад, «ча» — развилка, приток, то есть Западный приток. Название рек Сица встречалось во множестве в Партизанском, Шкотовском и Тернейском районах. Южно-Уссурийской горной экспедицией под руководством горного инженера Д. Л. Иванова (1888—1893) даны названия ручьёв: Топкий, Жилой, Семёновский, Коркинский, Центральный и Козий.
В ходе переименования китайских географических объектов в Приморском крае топонимическая комиссия при Сучанском горисполкоме предложила переименовать реку Малая Сица в Малую Тигровую. Бюро Приморского крайкома КПСС предложило переименовать город Сучан в Постышев — в честь государственного деятеля П. П. Постышева, а протекающую реку Малая Сица — в Постышевку. Городу было присвоено новое название Партизанск. 26 марта 1973 года Главным управлением геодезии и картографии при Совете министров СССР река Малая Сица была переименована в Постышевку. Топонимической парой Постышевки является соседний приток реки Партизанской — Ворошиловка.

## Гидрография
Река берёт начало от слияния двух ручьёв, стекающих по северным склонам горы Скалистой (1239 м). По рассказу А. И. Куренцова в 1928 году, исток ручья, дающего начало реке Малой Сицы, находился при спуске с вершины горы Скалистой (1239 м) по крутому северному склону, покрытому елово-берёзовым лесом. У сухого начала ручья — каменистые осыпи. Ниже завалов деревьев и камней выступала вода. Чуть дальше ручей тёк постоянно, и вскоре переходил в водопады. Вода скатывалась вниз по узкой пади между глыбами гранита и базальта, иногда через пороги. Здесь уже хвойный лес, встречается кедр корейский, нет каменистой берёзы. Версты две ниже падь расширяется, водопады прекращаются. Ниже остановочной платформы Наречное долина Постышевки сильно сужается, образуя узкий проход с отвесными стенками или щёками. Долина Постышевки в черте города представляет собой болотистую равнину, боковую долину реки Партизанской. Высота рельефа в долине в районе автомобильного моста по ходу улицы Партизанской — 100,5 м. Ширина поймы в районе улицы Партизанской около 1,5 км.
На реке имеется три железнодорожных моста: между остановочной платформой Наречное и бывшим зверосовхозом Тигровый, в районе улицы Партизанской и вблизи железнодорожного поста 132-й км. Для защиты микрорайона шахты «Нагорная» от паводков в советское время на Постышевке была построена дамба протяжённостью 965 метров. Вторая дамба имеется недалеко — на ручье Покровском.
Согласно изданию 2014 года, вода в реке имела высокое содержание железа и марганца. Пробы воды, взятые в 2015—2019 годах, показали, что река Чёрная и ручей Ольховый — самые загрязнённые поверхностные водные объекты в черте города, с высокими концентрациями лития. В ручей Ольховый сбрасываются очищенные шахтные воды с рядом расположенных очистных сооружений ликвидированной шахты «Нагорная». В ручье преобладает шахтный тип вод. В поверхностные воды попадают техногенные воды ликвидированных угольных шахт.

### Притоки

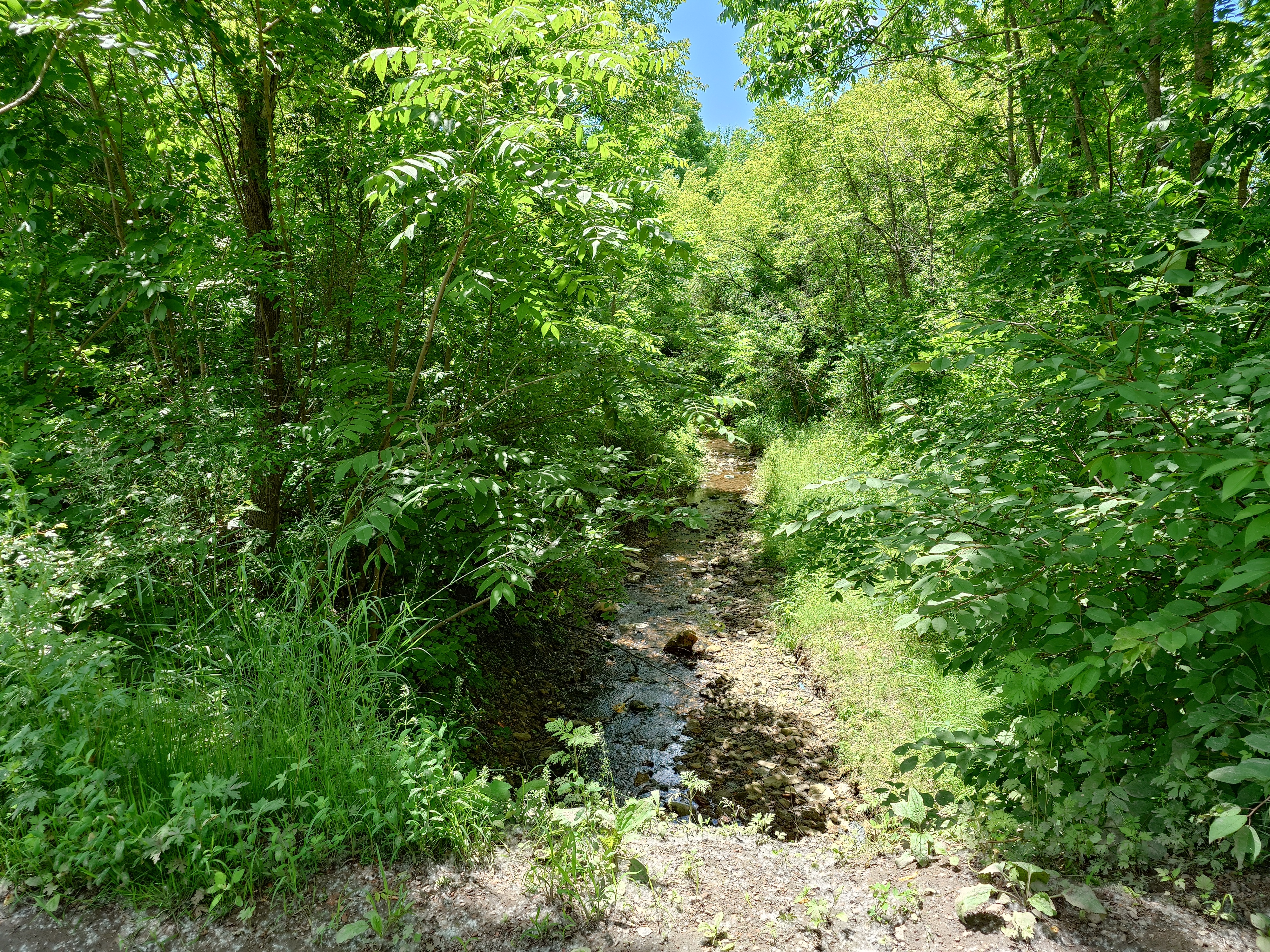
Ручей Ольховый

Левые притоки в верхнем течении: ручей Известковый. Ручей Детский: до 1973 года носил название Корейский. В 1938 году упоминался Заваровский ключ в деревне Сица.
Притоки Постышевки в черте города: ручьи Топкий, Жилой и Семёновский во время ливней превращаются в бурные потоки, а в остальное время почти незаметны и пересыхают. Правые притоки: речка 3-я Каменка. Речка Каменка. Ручей Семёновский. Ручей Птичий ключ: прежнее название — Жилой ключ, в районе шахты № 10.
Ручей Чёрный, речка Чёрная, народное название — Чернушка, также река Чернуха. Прежнее название речки — ключ Топкий. В 1950-х годах в районе шахты № 2 во время работы старой обогатительной фабрики её стоки сбрасывались в ручей, который называли Чёрной речкой. Ручей напоминает о своём существовании во время длительных проливных дождей — в районе Центра занятости населения и городского рынка.
Левые притоки: ручей Кабаний. Ручей Покровский. Ручей Коркинский ключ: показан на схеме в издании 1939 года. Ручей Центральный ключ: показан на схеме в издании 1939 года, в районе шахты № 20. Ручей Казанский ключ, в Засицинском районе Ручей Ольховый: прежнее название — ключ Козий, в районе шахты № 20.